# Houston Aeros (1994–2013)
Houston Aeros var en ishockeyklubb i Houston i delstaten Texas i USA som spelade i American Hockey League. 
Klubben bildades 1994 och spelade tidigare i International Hockey League fram tills den serien lades ner 2001. 
Houston Aeros var farmarlag till Minnesota Wild.
Från 2013-14 spelar laget i Des Moines, Iowa som Iowa Wild även nu som farmarlag för Minnesota Wild.